# Аарон, Макс
Максуэлл Теодор (Макс) Аарон (англ. Maxwell Theodore «Max» Aaron; 25 февраля 1992, Скотсдейл) — американский фигурист, выступавший в одиночном катании. Чемпион США (2013) и двукратный победитель командного чемпионата мира (2013, 2015).
По состоянию на ноябрь 2016 года занимал девятое место в рейтинге Международного союза конькобежцев.

## Карьера

### Ранние годы
Макс Аарон встал на коньки в четыре года. Сначала он занимался хоккеем, а в девять лет также стал заниматься фигурным катанием. Он участвовал в национальных хоккейных соревнованиях в 2006 и 2007 годах. Одновременно Макс Аарон участвовал в чемпионате США по фигурному катанию, где в 2006 году занял пятое место на детском уровне, а спустя год стал 13-м среди юниоров. Он продолжал заниматься и хоккеем, и фигурным катанием до 2008 года. В тот же год Аарон получил травму спины и был вынужден покинуть лёд на год.
Позже, Макс Аарон переехал из родного Скотсдейла в Колорадо-Спрингс, где он тренировался на аренах Broadmoor Skating Club и World Arena. Первыми его тренерами стали Том Закрайджек и Кристи Кролл.

### С 2010 года
Спустя год после ухода из-за травмы спины, Макс Аарон выиграл бронзовую медаль на национальном чемпионате среди юниоров. В 2011 году выиграл серебро юниорского этапа Гран-при в Японии. Потом ему покорился титул чемпиона США среди юниоров. На чемпионате мира среди юниоров 2011 в Канныне занял пятое место.
На чемпионате США 2013 года Макс Аарон сенсационно завоевал золотую медаль, обыграв известных американских фигуристов Джереми Эббота и Росса Майнера. В короткой программе занял четвёртое место с результатом 79.13 баллов, безупречно исполнив каскад «четверной сальхов — тройной тулуп», тройной аксель и тройной лутц. В произвольной программе Макс Аарон исполнил два четверных сальхова, один из которых был в каскаде с двойным тулупом. Он набрал 175.87 баллов, обойдя ближайшего соперника, Росса Майнера, на 5,57 баллов. Результат по сумме двух программ составил ровно 255 баллов.
Дважды выигрывал золото в составе сборной США на командных чемпионатах мира по фигурному катанию в Японии. При этом его выступление было не самым удачным среди команды однако он возвращался домой с золотой медалью. В январе 2015 года на национальном чемпионате финишировал четвёртым.
В сентябре 2015 года он выиграл второе место на традиционном турнире в Германии, в короткой программе показал превосходное катание, и занимал первое место. Превысив своё прежнее достижение в ней. В октябре 2015 года фигурист удачно стартовал на этапе серии Гран-при Skate America в итоге он его выиграл, при этом превзошёл свои достижения в короткой, произвольной программах и сумме. На втором своём турнире (этап Гран-при) в сезоне фигуристу не повезло. Турнир во Франции не был завершён из-за траура и военного положения в стране. Однако он был готов к выступлению и через неделю он выиграл турнир в Эстонии Кубок Таллина. При этом короткая программа принесла ему рекордную оценку. На национальном чемпионате впервые стал вице-чемпионом. В конце февраля 2016 года он выступил на континентальном чемпионате, где оказался в десятке. В начале апреля на домашнем мировом чемпионате в Бостоне фигурист выступил удачно и занял место в числе десятки лучших одиночников мира. При этом он превзошёл своё прежние спортивное достижение в произвольной программе.
Новый предолимпийский сезон Макс начал в начале сентября 2016 года в Бергамо на Кубке Ломбардии. Где он уверенно завоевал бронзовую награду. Через две недели он выступал в Монреале на турнире Autumn Classic International, где в упорной борьбе занял третье место. В начале ноября американский фигурист выступал на этапе Гран-при в Москве, где на Кубке Ростелекома занял место в середине турнирной таблицы. В середине ноября он принял участие на своём втором в этом сезоне этапе Гран-при в Пекине, где на Кубке Китая занял четвёртое место. В конце января 2017 года на национальном чемпионате в Канзасе он не сумел создать конкуренцию ведущим американским фигуристам.
В сентябре американский одиночник начал дома олимпийский сезон в Солт-Лейк-Сити, где на турнире U.S. International Figure Skating Classic выступил очень удачно, улучшил свои прежние спортивные достижения в сумме и произвольной программе. При этом он финишировал с серебряной медалью. Через полтора месяца фигурист выступил на китайском этапе серии Гран-при в Пекине, где финишировал с бронзовой медалью. При этом ему удалось улучшить своё прежнее достижение в произвольной программе. В середине ноября на французском этапе Гран-при ему удалось финишировать в середине турнирной таблице. На национальном чемпионате в начале года его выступление было неудачным, он финишировал только девятым. Принимая во внимание, что между чемпионатом четырёх континентов и Олимпийскими играми две недели американская федерация на континентальный чемпионат отправила второй состав и Макс был запасным и попал в последний момент. Однако там, в Тайбэе он выступил превосходно и замкнул пятёрку лучших фигуристов-одиночников. Затем участвовал в соревнованиях в Милане и занял 11-е место. После этого объявил об уходе из карьеры 20 апреля 2018 года.

## Личная жизнь
Макс Аарон родился в Скотсдейле. Его мать работала медсестрой, отец был педиатром. У Макса есть младшая сестра Маделин, которая является бронзовым призёром юниорского чемпионата США 2013, и старшая Молли, которая также занимается фигурным катанием. Он еврей по происхождению и заявлял в интервью, что рад пополнить число еврейских спортсменов. Он вместе с сёстрами посещал не только обычную школу, но и еврейскую трижды в неделю. Мать Макса, Минди, говорила, что хотела, чтобы её дети стали фигуристами.
По окончании спортивной карьеры весной 2018 года перешёл на работу в банк.

## Программы
| Сезон     | Короткая программа                                                                         | Произвольная программа                             | Показательное выступление |
| --------- | ------------------------------------------------------------------------------------------ | -------------------------------------------------- | ------------------------- |
| 2012—2013 | Tron Daft Punk                                                                             | West Side Story Леонард Бернштейн, Стивен Сондхайм |                           |
| 2011—2012 | Oblivion Астор Пьяцолла арр. Люсия Микарелли                                               | Тоска Джакомо Пуччини                              |                           |
| 2010—2011 | El Tango de Roxanne (из к/ф Мулен Руж!)                                                    | Времена года Антонио Вивальди арр. Дэвид Гарретт   | Feeling Good Майкл Бубле  |
| 2009—2010 | Однажды (саундтрек)                                                                        | Аранхуэсский концерт Хоакин Родриго                |                           |
| 2008—2009 | In the Stone & Саундтрек из к/ф «Барабанная дробь» Моррис Уайт, Дэвид Фостер, Элли Уильямс | Крёстный отец Нино Рота                            |                           |
| 2007—2008 | Концерт для фортепиано с оркестром Эдвард Григ арр. Максим Мрвица                          | Гладатор (саундтрек) Ханс Циммер                   |                           |
| 2006—2007 |                                                                                            | The Sea Hawk Эрих Вольфганд Корнгольд              |                           |
| 2005—2006 |                                                                                            | Отверженные                                        |                           |

## Результаты

### С сезона 2009 / 2010
| Результаты                                   | Результаты    | Результаты    | Результаты    | Результаты    | Результаты    | Результаты    | Результаты    | Результаты    | Результаты    | Результаты    |
| Международные                                | Международные | Международные | Международные | Международные | Международные | Международные | Международные | Международные | Международные | Международные |
| Соревнование                                 | 2009-10       | 2010-11       | 2011-12       | 2012-13       | 2013-14       | 2014-15       | 2015-16       | 2016-17       | 2017-18       |               |
| -------------------------------------------- | ------------- | ------------- | ------------- | ------------- | ------------- | ------------- | ------------- | ------------- | ------------- | ------------- |
| Чемпионат мира                               |               |               |               | 7             | 8             |               | 8             |               | 11            |               |
| Командный чемпионат мира                     |               |               |               | 4/1*          |               | 1             |               |               |               |               |
| Чемпионат четырёх континентов                |               |               |               | 4             |               |               | 7             |               | 5             |               |
| Этапы Гран-при: Кубок Ростелекома            |               |               |               |               |               | 7             |               | 5             |               |               |
| Этапы Гран-при: Skate Canada                 |               |               |               |               |               | 3             |               |               |               |               |
| Этапы Гран-при: NHK Trophy                   |               |               |               |               | 7             |               |               |               |               |               |
| Этапы Гран-при: Skate America                |               |               |               |               | 3             |               | 1             |               |               |               |
| Этапы Гран-при: Trophée Bompard              |               |               |               |               |               |               | С             |               | 7             |               |
| Этапы Гран-при: Кубок Китая                  |               |               |               |               |               |               |               | 4             | 3             |               |
| Кубок Ниццы                                  |               |               |               | 2             |               |               |               |               |               |               |
| Nebelhorn                                    |               |               | 5             |               |               |               | 2             |               |               |               |
| U.S. International Classic                   |               |               |               | 1             | 1             |               |               |               | 2             |               |
| Кубок Таллина                                |               |               |               |               |               |               | 1             |               |               |               |
| Кубок Ломбардии                              |               |               |               |               |               |               |               | 3             |               |               |
| Турнир в Монреале                            |               |               |               |               |               |               |               | 3             |               |               |
| Международные: среди юниоров                 |               |               |               |               |               |               |               |               |               |               |
| Юниорский чемпионат мира                     |               | 5             |               |               |               |               |               |               |               |               |
| Юниорский ФГП                                | 2             | 3             | 4             |               |               |               |               |               |               |               |
| Gardena                                      | 2J.           |               |               |               |               |               |               |               |               |               |
| Национальные                                 |               |               |               |               |               |               |               |               |               |               |
| Чемпионат США                                | 3J.           | 1J.           | 8             | 1             | 3             | 4             | 2             | 9             | 9             |               |
| Midwestern Sectional                         | 2J.           |               |               |               |               |               |               |               |               |               |
| Southwest. Reg.                              | 1J.           | 1J.           |               |               |               |               |               |               |               |               |
| J. = Юниорский уровень; ФГП = Финал Гран-при |               |               |               |               |               |               |               |               |               |               |

- * — место в личном зачёте/командное место (с 2015 года личный зачёт не проводится).
- С — соревнование не было завершено.

### 2003—2009
| Национальные и североамериканские                              | Национальные и североамериканские | Национальные и североамериканские | Национальные и североамериканские | Национальные и североамериканские | Национальные и североамериканские | Национальные и североамериканские |
| Соревнование                                                   | 2003-04                           | 2004-05                           | 2005-06                           | 2006-07                           | 2007-08                           | 2008-09                           |
| -------------------------------------------------------------- | --------------------------------- | --------------------------------- | --------------------------------- | --------------------------------- | --------------------------------- | --------------------------------- |
| Чемпионат США                                                  |                                   |                                   |                                   | 5N.                               | 13J.                              |                                   |
| Юниорский чемпионат США                                        |                                   | 1Ju.                              | 3I.                               |                                   |                                   |                                   |
| NACS, Pittsburgh                                               |                                   |                                   |                                   | 8N.                               |                                   |                                   |
| Midwestern Sectionals                                          |                                   |                                   |                                   |                                   |                                   | 8J.                               |
| Pacific Coast Sect.                                            |                                   |                                   |                                   | 2N.                               | 1J.                               |                                   |
| Southwest Pacific Reg.                                         | 9Ju.                              | 1Ju.                              | 1I.                               | 1N.                               | 2J.                               |                                   |
| Уровни: Ju. = Юный; I. = Средний; N. = Детский; J. = Юниорский |                                   |                                   |                                   |                                   |                                   |                                   |